# 陈其五
陈其五（1914年—1984年9月），原名刘毓珩，男，蒙古族，安徽巢县人，中华人民共和国政治人物。

## 生平
幼年从祖父刘原道研读经史。1929年入巢县一中，扬州中学就读。1934年考入清华大学哲学系，师从冯友兰。1935年暑期清华大学学生会改选时当选为学生会主席。参与组织一二九学生运动。1935年12月8日深夜，清华大学校长梅贻琦紧急敲钟，在清华大礼堂集合全校学生，梅贻琦校长声泪俱下劝阻学生不要上街，不要作无谓牺牲。同学被其鼓动感染时，刘毓珩跳上礼堂舞台，宣称：爱校首先要爱国，国之不存，何来安静的书桌？学生们坚定了次日上街游行示威的原计划。一二九运动中，刘毓珩从张申府教授处拿到了宋庆龄赠送的200大洋；并邀请了许德珩等知名校友在一二九游行之后来校声援支持。1936年1月4日，平津学生南下扩大宣传团从北平出发作为任清华大学学生救国会主席，代表北平学联南下扩大宣传“一二·九”运动，演说词署名“国立清华大学代表刘毓珩和私立燕京大学代表朱南华”刊登在武汉大学学生救国会刊物《救中国》第一期。 另有一篇根据他讲话记录整理的《北平学生运动的经过》，也登在同期。刘毓珩在南京的请愿宣传活动受到全国通缉，逃出南京，转道武汉到上海复旦大学，改名刘易生，继续从事抗日救亡活动。不久又被中统特务发觉，离开上海回到北平（当时北平被宋哲元的冀察政务委员会控制，南京政府的军警宪特机构依照《何梅协定》不能派驻北平）。1936年4月，刘毓珩回到北平继续参加学运。这时，各校已经复课，为着眼于将来准备对日作战，刘毓珩和黄诚受派遣，反对埋头读死书而去教授会议要求实施国防教育方案未果，1936年6月28日清华大学正式开除清华学生救国会委员陈元、黄诚、吴承明、刘毓珩等4人学籍；同时哲学系教授张申府被解聘。
1937年抗战爆发后，刘毓珩到武汉与八路军驻武汉办事处取得联系，被叶剑英派入国民革命军第二战区前敌总指挥部任总指挥卫立煌的秘书、战地工作团主任，参加晋南抗战。1938年1月31日随卫立煌到第十八集团军“集总”驻地拜访朱德总司令，1938年2月1日由一二九运动时燕京大学地下党任天马介绍秘密加入中国共产党。1939年1月，由组织决定离开卫立煌部，参加新四军彭雪枫游击支队，历任团政治部主任、团政委、旅政治部主任、新四军第四师兼淮北军区政治部宣传部部长兼《拂晓报》社长兼总编辑。
抗战胜利后，任新四军华中军区政治部宣传部长，华东野战军（第三野战军）前委委员、政治部宣传部部长兼新华社华野总分社社长（有说法当时只有新华社华东前线分社，社长康矛召）、第三野战军暨华东军区政治部宣传部部长。叶永烈著《张春桥传》于1993年12月由作家出版社首版，该书首次提出淮海战役第三阶段陈其五起草了后来被收入《毛泽东选集》第四卷的《敦促杜聿明等投降书》，并称“近来发现此文最初的手稿，上面有两种笔迹，毛泽东的笔迹人们一望而知，那是作了几处修改留下的，而通篇的笔迹则是陈其五的。”。实际上当时陈其五在淮海前线与代司令员粟裕、副政委谭震林的指挥部，毛泽东在太行山西柏坡，相隔千里的两地靠电报沟通。叶永烈著《国共风云》1997年12月由广州出版社首版，改称“杜聿明陷入铁围之中。毛泽东虽然在西柏坡，却以‘中原人民解放军司令部、华东人民解放军司令部’的名义，写了一份广播稿。这篇广播稿，后来收入《毛泽东选集》第四卷，题为《敦促杜聿明等投降书》。《敦促杜聿明等投降书》颇有“现场感”。”2009年7月《炎黄春秋》登出“谁是《敦促杜聿明等投降书》的作者”，认为庄重于1948年12月17日受华东野战军代司令员粟裕之命，为新华社总社撰写了一篇对杜聿明的劝降书；且庄重当日写搞，当日传新华书总社，毛泽东当日改定，新华社或淮海前线当日播出。实际上新华社播出时间是1948年12月20日，标题为《人民解放军中原、华东司令部对杜聿明等部劝降书》。《人民日报》1948年12月22日刊出，标题为《不投降就要被消灭！我中原及华东司令部劝杜聿明等部速投降》，内容开头为：“【新华社淮海前线十七日电】人民解放军中原和华东两司令部本日发出对杜聿明邱清泉李弥诸国民党将领的劝降书。原文如下（略）”
1949年5月任苏州市人民政府市长。上海市军管会政治部副部长、南京市委宣传部部长、华东军政委员会教育部第一副部长兼党组书记、华东文教委员会秘书长、上海高等教育管理局局长兼党组书记、上海市委学校工作部高教科学工作部部长兼上海市委高等学校工作委员会书记、中共中央华东局宣传部副部长、山东省副省长兼省委秘书长（未到职）、1962年任上海市委宣传部常务副部长。1962年5月9日至16日的上海市第二次文代会上传达周恩来、陈毅在1962年月文化部、中国剧协在广州召开话剧、歌剧、儿童剧创作座谈会，（即“广州会议”）上关于知识分子的重要讲话，并支持巴金在文代会上的发言。中共八届十中全会后，1962年冬上海思想工作会议上陈其五遭到错误批判，以“恶毒攻击三面红旗”，“包庇胡风分子，包庇右派分子”“堕落成资产阶级右派在党内的代言人”等问题，于1965年审查结束后给予“留党察看”纪律处分。未满两个月又加重处分，被开除党籍，由行政八级降为行政十级，调任在扬州的苏北农学院任教务处副处长。文革时期进一步遭受迫害。1979年经中组部同意，撤销原结论，恢复党籍，恢复行政级别，恢复工作。1981年出任中共上海市委宣传部副部长，兼任上海市社联常务副主席、党组书记、上海市文联副主席、上海党史学会会长、上海古籍规划整理小组组长、上海市委思想工作小组副组长。罹患肺癌，手术后两月即开始工作。1984年出差途中发病去世。

## 家人
- 祖父刘原道为庚子事变清政府抵抗八国联军主帅李秉衡的幕僚，后任江南制造局主事。著有《庚子劫余草》，《居巢诗証》，《朱霞书屋诗草》等。
- 父亲刘晦九：15岁就与其弟刘述曾同科考中秀才。毕业于江南水师学堂，任北京女子师范大学教授，创办了巢县中学。
- 长兄刘毓璜（1909年-1993年）：毕业于南京中央大学（大一读中文系，大二转入历史系）。一二九运动时在天津南开大学经济研究所资料室负责人。1936年回巢县中学任教导主任，照顾老家并掩护该校的地下党。抗战爆发后率领该中学疏散至湘西吉首为国立安徽第一中学后并入国立八中（时任湖南省政府主席张治中是巢县人）任文史教员，并在长沙接收中共代表徐特立的指示。1939年4月中旬，秘密成立中共永绥支部（后被认定为中共花垣县第一届县委），刘毓璜任党支部书记。1940年调四川江津的国立九中担任高中历史教员。抗战胜利后回巢县。1947年在芜湖师范任副教授。中华人民共和国成立后在南京大学历史系任副教授至退休。1987年重新加入中国共产党。[3]
- 三弟刘毓璠（1915—1942年）：1935年秋考入南开大学经济系。1935年冬入党，和贾明庸一道领导天津的一二·九运动。1936年参加中华民族解放先锋队，参与天津大中学校组织的“五·二八”大游行。1937年春开始主持南开大学党支部工作。1937年抗战爆发后奔赴在山西的八路军总部，由中共北方局派往新五军任第十一团政训室副主任，该团团长王天祥后率全团起义投奔八路军。1939年底第一次反共高潮中奉命回中共北方局任宣传材料科科长，负责编辑《党的生活》、《敌伪研究》、《材料汇编》等刊物。1942年5月日军对太行山区抗日根据地大扫荡，随北方局转移，在辽县十字岭突围时与八路军副参谋长左权同时牺牲。[4]
- 四弟刘毓琳：1935年考上清华大学物理系。1936年加入“民先”。抗战爆发后随二哥刘毓珩奔赴延安，在武汉码头失散，转赴昆明入西南联大读书。解放后改名为刘刚，在上海教育学院任党委副书记兼教务长。[3]

夫人冯剑
次子陈晓蒙因胡晓阳案被判死刑。
子女：陈冰郎 陈巧巧 陈海蓝
孙子女：陈来瑞 陈来思 陈来元 陈来芳 王一然